# James Clifton Wilson
James Clifton Wilson, född 21 juni 1874 i Palo Pinto i Texas, död 3 augusti 1951 i Fort Worth i Texas, var en amerikansk politiker (demokrat). Han var ledamot av USA:s representanthus 1917–1919.
Wilson efterträdde 1917 Oscar Callaway som kongressledamot och efterträddes 1919 av Fritz G. Lanham.